# Pallone d'oro 1985

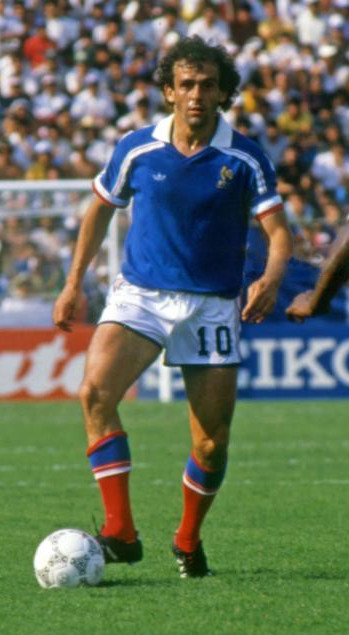
Michel Platini, vincitore del Pallone d'oro 1985

L'edizione 1985 del Pallone d'oro, 30ª edizione del premio calcistico istituito dalla rivista francese France Football, fu vinta dal francese Michel Platini (Juventus).
I giurati che votarono furono 26, provenienti da Austria, Belgio, Bulgaria, Cecoslovacchia, Danimarca, Finlandia, Francia, Germania Est, Germania Ovest, Grecia, Inghilterra, Irlanda, Italia, Jugoslavia, Lussemburgo, Paesi Bassi, Polonia, Portogallo, Romania, Scozia, Spagna, Svezia, Svizzera, Turchia, Ungheria e Unione Sovietica.